# Shira Mören
La Shira Mören (Terme Khitan, qui donne en cyrillique : Шара-Мурэн (Xara Moron), litt. « Rivière Jaune », dont la transcription phonétique a été conservée en chinois : 西拉木伦河 ; pinyin : xīlā mùlún hé ; litt. « rivière Xila Mulun » ; chinois cyrillique : Силамулуньхэ, mongol : ᠱᠠᠷ
ᠮᠥᠷᠡᠨ, cyrillique : Шар мөрөн, MNS : Shar Mörön, littéralement : rivière jaune) est une rivière de la Mongolie-Intérieure, au Dongbei. La Shira Mören est un affluent du Xiliao, lui-même affluent du Liao. Liao est en chinois l'appellation d'un empire dynastique du peuple Khitan.

## Géographie
Elle irrigue cette région de plaines, et sa vallée fertile est propice aussi bien à l'agriculture qu'à l'élevage. Elle était autrefois le territoire des Khitans.